# Russinos da Panônia
Russinos da Panônia (em russino: Руснаци ou Русини; em sérvio: Русини, e em croata: Rusini) são russinos que vivem nas regiões do sul da Panônia. Eles são reconhecidos como uma minoria nacional na Sérvia e na Croácia. Na Sérvia, a língua russina é empregada como uma das seis línguas oficiais da Província Autônoma da Voivodina.

## Localização
Os russinos da Panônia vivem na província autônoma sérvia de Voivodina. Há cerca de 15 mil russinos da Panônia na Voivodina (censo de 2002) e sua língua é uma das seis línguas oficiais da província sérvia. Alguns russinos da Panônia também vivem na Croácia.

## História
Junto com muitos eslovacos, numerosos russinos emigraram da Eslováquia oriental e da Rutênia Cárpata, no século XVIII, e foram para a atual Croácia, enquanto alguns permaneceram na Eslováquia oriental e na Rutênia Cárpata. Os russinos na Eslováquia também chamam a si próprios de russinos.
Eles falam o russino da Panônia (em oposição ao russino e ao russo), que é frequentemente considerado um dialeto. Aqueles que consideram o russino da Panônia distinto do russino argumentam que sua língua é uma língua eslava ocidental, ao contrário da língua russina, que é uma língua eslava oriental. De acordo com alguns linguistas, ambas as línguas — tanto a dos russinos da Panônia quanto a dos russinos da parte ocidental e do norte (Eslováquia, Polônia etc.) — são uma mistura de características das línguas eslavas ocidentais e orientais.